# Cachryx alfredschmidti
Iguana cu coadă spinoasă din Campeche (Cachryx alfredschmidti) este o specie de șopârlă din familia Iguanidae, endemică pentru sud-estul Mexicului și zonele învecinate din Guatemala.

## Etimologie
Epitetul specific alfredschmidti este dedicat memoriei herpetoculturistului german Alfred Schmidt.

## Descriere
Masculii adulți ai speciei C. alfredschmidti ating o lungime cel puțin 170 mm, iar femelele 152 mm. Lungimea cozii variază între 74% și 85% din lungime.

## Răspândire geografică
Inițial, C. alfredschmidti era considerată endemică statului Campeche din sudul Mexicului. Totuși, în 2003, o expediție științifică în Parcul Național Mirador-Río Azul (departamentul Petén, Guatemala) a confirmat prezența speciei și în această regiune, marcând prima sa înregistrare oficială în herpetofauna Guatemalei. Cachryx alfredschmidti populează păduri tropicale umede de câmpie și ecosisteme de tufișuri sezoniere inundabile.

## Comportament
Specia este strict arboricolă, petrecând majoritatea timpului în coroanele copacilor. Pentru a se apăra de prădatori, se refugiază în scorburi și trunchiuri de copaci, blocând intrarea cu ajutorul cozii acoperite de solzi spinoși.

## Dietă
Analiza mostrelor fecale sugerează că alimentația speciei C. alfredschmidti constă în principal din frunze, deși este probabil să consume și artropode.

## Reproducere
Ca specie ovipară, C. alfredschmidti depune ouă, deși date detaliate despre sezonul de reproducere sau dimensiunile pontei rămân limitate.

## Statut de conservare
Principalele amenințări includ pierderea habitatului datorită defrișărilor și degradarea mediului. Populația din Guatemala, identificată în Parcul Național Mirador-Río Azul, beneficiază de protecție parțială datorită statutului de arie naturală protejată.